# Maja Göthberg
Maja Eva Johanna Göthberg (16 luglio 1997) è una calciatrice svedese, di ruolo difensore.

## Statistiche

### Presenze e reti nei club
Statistiche (parziali) aggiornate al 1º luglio 2024.
| Stagione        | Squadra         | Campionato      | Campionato | Campionato | Coppe nazionali | Coppe nazionali | Coppe nazionali | Coppe Lazionazionali | Coppe Lazionazionali | Coppe Lazionazionali | Altre coppe | Altre coppe | Altre coppe | Totale | Totale |
| Stagione        | Squadra         | Comp            | Pres       | Reti       | Comp            | Pres            | Reti            | Comp                 | Pres                 | Reti                 | Comp        | Pres        | Reti        | Pres   | Reti   |
| --------------- | --------------- | --------------- | ---------- | ---------- | --------------- | --------------- | --------------- | -------------------- | -------------------- | -------------------- | ----------- | ----------- | ----------- | ------ | ------ |
| 2023-2024       | Lazio           | B               | 29         | 4          | CI              | 2               | 0               | -                    | -                    | -                    | -           | -           | -           | 31     | 4      |
| 2024-2025       | Lazio           | A               | 0          | 0          | CI              | -               | -               |                      | -                    | -                    |             | -           | -           | 0      | 0      |
| Totale Lazio    | Totale Lazio    | Totale Lazio    | 29         | 4          |                 | 2               | 0               |                      | -                    | -                    |             | -           | -           | 31     | 4      |
| Totale carriera | Totale carriera | Totale carriera | 29+        | 4+         |                 | 2+              | 0+              |                      | -                    | -                    |             | -           | -           | 31+    | 4+     |

## Palmarès

### Club
- Campionato finlandese: 2

KuPS: 2021, 2022
- Campionato italiano di Serie B: 1

Lazio: 2023-2024